# Bercy (Seine)
Bercy je bývalá obec bývalého departementu Seine, která existovala v letech 1790-1859. Poté se stala součástí města Paříže.

## Poloha
Obec Bercy byla součástí departementu Seine. Nejprve tvořila součástí okresu Bourg-la-Reine (později přejmenovaný na okres Bourg de l'Égalité) a byla zařazen do kantonu Vincennes. V roce 1800 byly okresy nahrazeny arrondissementy a obec Bercy se tak stala součástí arrondissementu Sceaux a byla začleněna do kantonu Charenton-le-Pont.
Obec Bercy sousedila s obcemi Paříž (bývalý 8. obvod), Saint-Mandé, Charenton-le-Pont a Ivry.

## Historie
Právě v Bercy byly objeveny některé z nejstarších pozůstatků lidského osídlení na území dnešního města Paříže. Archeologický výzkum ve čtvrti Bercy odkryl pozůstatky vesnice z období 4000 až 3800 př. n. l.), založené na levém břehu starého ramene Seiny. Byly zde nalezeny dřevěné pirogy, keramika, luky a šípy, kostěné a kamenné nástroje.
První písemné zprávy o vsi Bercy pocházejí z doby vlády krále Ludvíka VI. (1108-1137).
Vsí protékal potok Bercy, souběžně se Seinou, dlouhý asi 2 km, který pramenil v parku zámku Bercy u vesnice Conflans. Jeho soutok s potokem Montreuil (nebo přímo se Seinou) se nacházel poblíž dnešního Palais Omnisport de Bercy. Toto území na břehu Seiny se nazývalo ostrov Bercy, ve skutečnosti to byl ale poloostrov. Potok Bercy, který protékal koncem 17. století v zadní části zahrad domů v rue de Bercy byl vysušen během 18. století.
Území Bercy bylo se vsí Conflans (dnes čtvrť města Charenton-le-Pont) a městem Charenton-le-Pont součástí farnosti Conflans, jejíž kostel Saint-Pierre zbořený v roce 1867 se nacházel na místě současné rue du Séminaire de Conflans na rohu s rue du Président-Kennedy. Tato farnost, která sahala od mostu Charenton až po Bercy, jejíž hranici s farností Saint-Paul tvořil potok Montreuil, byla ve středověku připojena ke klášteru Saint-Martin-des-Champs. Jednalo se o dar pařížského biskupa v roce 1098 potvrzený papežskými bulami ve 12. století.
Bercy patřilo k panství Yerres, které bylo v rukou šlechtického rodu Montmorency. Na konci 15. století jej koupil Antoine Robert, královský notář a sekretář. Poté přešel do majetku rodiny Malon.
Nejstarší plány, které zachycují území Bercy pocházejí z let 1535 a 1550. Na nich jsou zřetelné nemovitosti:
- soubor budov obehnaných zdí, panství pána de la Grange aux Merciers na místě dnešní rue Gabriel-Lamé, což bylo přepychové obydlí sestávající ze tří hlavních budov, které mohly ubytovat až 40 jezdců, větrný mlýn a další příslušenství. V tomto domě pobývali francouzští králové. Tyto budovy se v roce 1624 znovu spojily s panstvím Bercy a zmizely během 18. století, kdy byly součástí panství Pâté Pâris, části pozemku Bercy, které prodal Charles Henri de Malon v roce 1711.

- pod jménem Bercy je zde i tvrz feudálního vzhledu, zahrnující donjon, obklopený hradbami s opevněnou bránou. Tento hrad se nacházel nedaleko Seiny, na půli cesty mezi panstvím La Grange aux Merciers a Conflans, přibližně na místě současného nákupního centra Bercy 2.

- naproti, uprostřed řeky, ostrov, bod obrácený k Paříži, který zhruba odpovídá souboru ostrůvků na Marně, které byly připojeny k pevnině v 19. a 20. století.

- dále vesnice Conflans dominující soutoku Seiny a Marny. V době vzniku těchto map se obec v podstatě skládala z kostela Saint-Pierre a pozůstatků bývalého burgundského hradu ze 14. století, který byl přestavěn na počátku 17. století.

- most Charenton s věžemi a město Charenton.

Šlechtické panství Bercy se rozrostlo na začátku 17. století pohlcením sousedních území: panství města Charenton v roce 1605; léno a panství Grange-aux-Merciers, později známé jako Petit-Bercy (umístění přibližně mezi Seinou, Boulevardem de Bercy, železniční tratí a Avenue des Terroirs de France), které prodal jeho poslední majitel Thomasm Le Cocq v roce 1624 Charlesi de Malon, lordu z Bercy; panství Conflans v roce 1643.
Charles Henri de Malon nechal v roce 1658 ohradit panství Bercy (kromě bývalého panství La Granges aux Merciers) a srovnal se zemí staré opevněné panství umístěné pod ním, aby o něco výše na výšinách postavil hrad v klasicistním stylu. Stavbou byl pověřen Louis Le Vau. Zámek dokončil po roce 1712 Jacques de La Guépière.
Ve stejné době si šlechta a měšťanstvo nechalo postavit letohrádky, hlavně na jihozápadní straně rue de Bercy (lichá čísla), jejichž parky nebo zahrady sahaly až k cestě podél Seiny (Pâté-Paris, hôtel de la Rapée, Petit château de Bercy).
V 17. století bylo Bercy součástí farnosti Saint-Paul. V roce 1677 obdržela kongregace kněžích křesťanské nauky pozemky v Bercy. Vzhledem k tomu, že kostel Saint-Paul byl velmi daleko, jejich kaple, jejíž poloha byla blízko současného náměstí Place Lachambaudie, byla prakticky využívána jako kostel obyvateli Bercy. Bercy poté připadla farnosti Sainte-Marguerite vytvořené v roce 1712, jejíž kostel byl ale stále příliš daleko na to, aby mohl být pohodlně používán.
Obec Bercy byla ustavena v roce 1790 krátce po vybudování pařížských hradeb. Ležela mezi touto daňovou hradbou a obcí Charenton, jejíž hranice byla na východ od současného města Charenton. Farnost Bercy byla vytvořena v roce 1791, bývalá kaple kněžích křesťanské nauky se stala farním kostelem.
Na konci 18. století byly vybudovány sklady na víno mimo hradeb (aby se vyhnuly potravní dani), nejprve na bývalém panství Rapée (na místě současného Palais omnisports de Bercy), poté od počátku 19. století dále proti proudu na bývalých zahradách letohrádků v rue de Bercy a na nábřeží (dnešní park Bercy). Sudy směřující do hlavního města připlouvaly po lodích po Seině a byly vykládány v La Rapée a uloženy ve skladech v Bercy.
Kromě této čtvrti Bercy mezi Seinou, kostela a radnice nacházející se na místě dnešního Place Lachambeaudie, zahrnovala obec další tři čtvrti (mj. Vallée de Fécamp).
Na počátku 19. století převzala panství Château de Bercy rodina Nicolaÿ.
V roce 1823 byl postaven nový kostel Notre-Dame-de-la-Nativité de Bercy.
Na počátku 40. let 19. století nové pařížské hradby, tzv. Thiersovy hradby oddělily Château de Bercy od vesnice a železniční trať z Paříže do Lyonu postavená v letech 1847-1849 vytvořila druhý řez uvnitř parku. Compagnie du chemin de fer de Paris à Lyon také získala pozemek mezi boulevardem de Bercy a rue de Bercy, aby zde založila nákladní nádraží (dnešní stanice Paris Bercy).
Zbytek pozemků zámeckého parku umístěného uvnitř hradeb (dnešní 12. pařížský obvod) pak v roce 1852 zakoupila železniční společnost pro zřízení nákladního nádraží Rapée.
Zákon z 16. června 1859 posunul městské hranice Paříže ze daňových hradeb k Thiersovým hradbám. Obec Bercy byla zrušena a její území bylo rozděleno mezi Paříž (12. obvod) a obec Charenton.

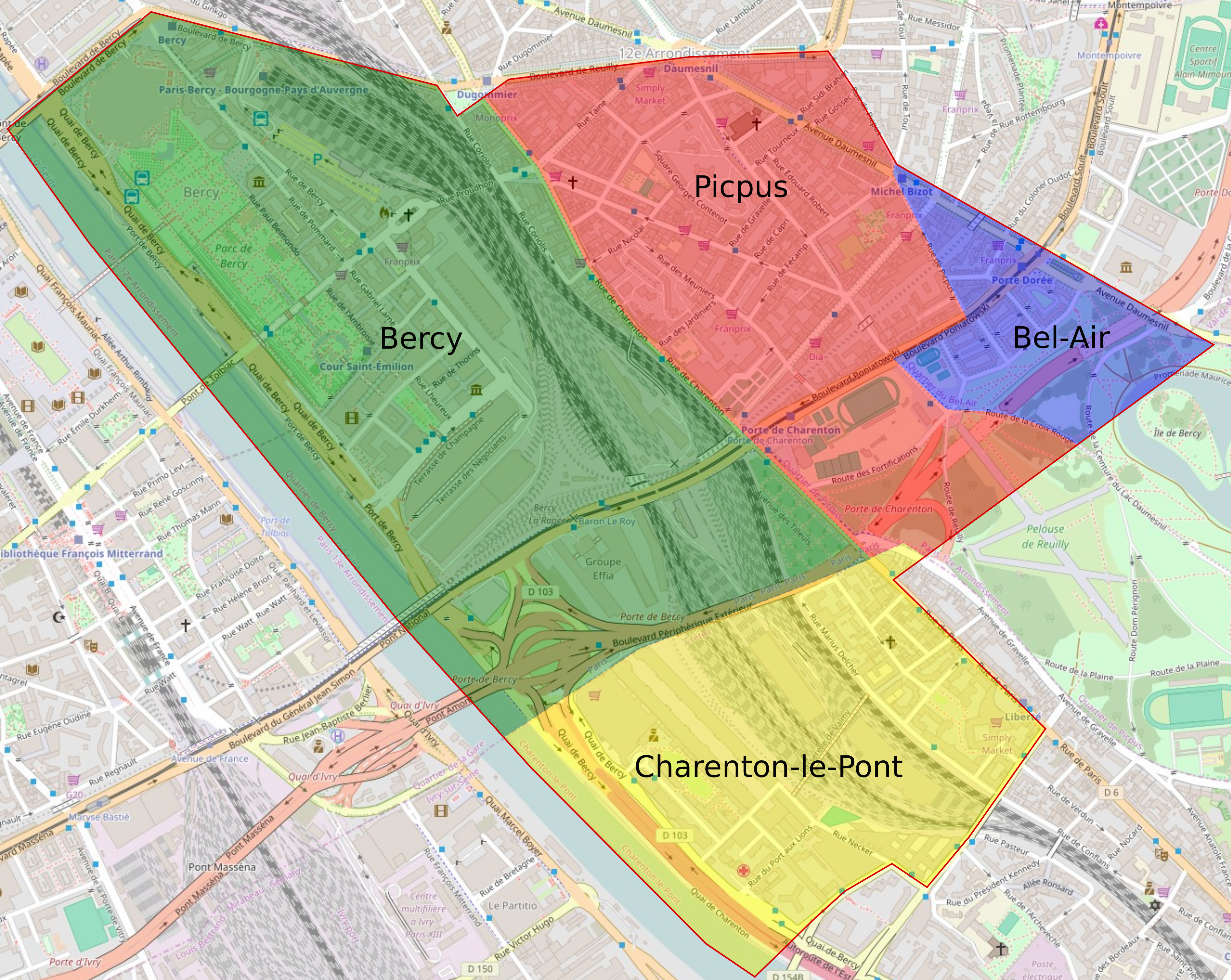
Rozložení městského území mezi pařížskými čtvrtěmi a Charenton-le-Pont.

Část připojená k Paříži byla rozdělena mezi tři administrativní čtvrtě:
- čtvrť Bercy - část jižně od rue de Charenton
- čtvrť Picpus - část jižně od rue de Picpus včetně hřbitova Bercy
- čtvrť Bel-Air - malá část jižně od avenue Daumesnil

## Pozoruhodná místa a památky
- zámek Bercy
- hřbitov Bercy
- kostel Panny Marie Narození z Bercy
- pavilon Pâté Bercy
- most Bercy
- bašta č. 1, jeden z dochovaných prvků pařížských hradeb zbořených ve 20. století
- hala Bercy, víceúčelová sportovní hala
- Petit château de Bercy, jehož zbytky se dochovaly v parku Bercy.